# Überschlagmühle
Überschlagmühle ist ein Gemeindeteil der Stadt Feuchtwangen im Landkreis Ansbach (Mittelfranken, Bayern). Überschlagsmühle liegt in der Gemarkung Aichenzell.

## Geografie
Die Einöde, bestehend aus einem Wohngebäude und drei Nebengebäuden, liegt am Überschlagbach, einem rechten Zufluss der Sulzach. 0,5 km östlich des Ortes liegt das Breitfeld. Eine Gemeindeverbindungsstraße führt zur Bundesstraße 25 beim Gewerbegebiet Aichenzell (0,3 km nördlich) bzw. zu einer Gemeindeverbindungsstraße (0,3 km südwestlich), die zur B 25 (0,1 km nördlich) bzw. nach Mögersbronn verläuft (2 km nördlich).

## Geschichte
Die Überschlagsmühle lag im Fraischbezirk des ansbachischen Oberamtes Feuchtwangen. Die Mahl- und Schneidmühle hatte das Stiftsverwalteramt Feuchtwangen als Grundherrn. An diesen Verhältnissen änderte sich bis zum Ende des Alten Reiches nichts. Von 1797 bis 1808 unterstand der Ort dem Justiz- und Kammeramt Feuchtwangen.
Mit dem Gemeindeedikt (frühes 19. Jh.) wurde Überschlagmühle dem Steuerdistrikt und der Ruralgemeinde Aichenzell zugeordnet. Am 1. Januar 1972 wurde Überschlagsmühle im Zuge der Gebietsreform in Bayern nach Feuchtwangen eingemeindet.
Seit 2014 wurde es zum „Kulturgut Überschlagmühle“ ausgebaut, das den Rahmen für künstlerische Ausstellungen und Begegnungen bildet.

### Ehemaliges Baudenkmal
- Mühle im Kern frühes 18. Jahrhundert, zweigeschossiger Putzziegelbau von acht zu drei Achsen mit Satteldach; Ecklisenen und Geschossgesims in Glattputz; Stichbogentür mit Hausteinrahmen; Keilstein mit leerem Wappenschild und Inschrift: „IPST 1756“; darüber Sandsteinrelief mit Mühlrad, Inschrift: „Dieses Haus und Mühl ist erbaut worden von Joh. Georg Riesmüller. Anno 1723 und ferner von Georg Christian Friedrich Starck Müller-Meister hat es wieder Renoviren laßen Anno 1820“.[8]

### Einwohnerentwicklung
| Jahr      | 001818 | 001840 | 001861 | 001871 | 001885 | 001900 | 001925 | 001950 | 001961 | 001970 | 001987 | 002015 |
| Einwohner | 9      | 7      | *      | 4      | 4      | *      | *      | *      | *      | 3      | 3      | 1      |
| Häuser    | 1      | 2      |        |        | 1      | *      | *      | *      | *      |        | 1      |        |
| Quelle    | [ 10 ] | [ 11 ] | [ 12 ] | [ 13 ] | [ 14 ] | [ 15 ] | [ 16 ] | [ 17 ] | [ 18 ] | [ 19 ] | [ 20 ] |        |

## Religion
Der Ort ist seit der Reformation evangelisch-lutherisch geprägt und bis heute nach St. Johannis (Feuchtwangen) gepfarrt. Die Einwohner römisch-katholischer Konfession sind nach St. Ulrich und Afra (Feuchtwangen) gepfarrt.